# Gl 615
Gl 615 je hvězda spektrálního typu K0V vzdálená od Země 45,1 světelného roku. Jde o oranžového trpaslíka, který se nachází v souhvězdí Pravítka. Radiální rychlost hvězdy činí 10 km/s.

## Fyzikální vlastnosti
Gl 615 je hvězda třídy K0V, což znamená, že je o něco chladnější a méně hmotná než naše Slunce. Její povrchová teplota je přibližně 5 300 K, což jí dává charakteristickou oranžovou barvu. Hvězda má asi 0,8 násobku hmotnosti Slunce a její průměr je zhruba 0,8krát menší než Slunce. Svítivost Gl 615 je přibližně 0,4krát menší než svítivost Slunce.

## Pohyb a dráha
Gliese 615 vykazuje tangenciální i radiální rychlost vzhledem k našemu Slunci, což dává její celkovou rychlost odhadovanou přibližně na 30 km/s. Tento pohyb způsobuje, že se hvězda přibližuje k našemu Slunci, a očekává se, že se v budoucnu stane jednou z nejbližších hvězd k Zemi.

## Planetární systém
Dosud nebyly potvrzeny žádné exoplanety obíhající kolem Gl 615. Nicméně, vzhledem k její podobnosti se Sluncem a blízké vzdálenosti, je tato hvězda předmětem zájmu pro hledání potenciálních planetárních systémů, které by mohly hostit životaschopné podmínky. 

## Pozorování a význam
Gl 615 je poměrně blízká hvězda, což ji činí důležitým objektem pro studií hvězdné populace v naší galaxii. Její blízkost umožňuje detailní astrometrické a spektrální analýzy, které přispívají k lepšímu pochopení fyzikálních vlastností oranžových trpaslíků a jejich potenciálu pro podporu života.

## Historie
Hvězda byla poprvé zařazena do Glieseova katalogu sobě jménem Gl 615 díky svým charakteristickým vlastnostem a blízkosti k Zemi. Důkladnější studium začalo v polovině 20. století s rozvojem astrometrických technik a spektroskopických metod.